# 緑が丘町東
緑が丘町東（みどりがおかちょうひがし）は、兵庫県三木市にある大字。郵便番号は673-0533。大和ハウス緑が丘町ネオポリスの東側に位置する。元々は志染町広野であった。

## 地理

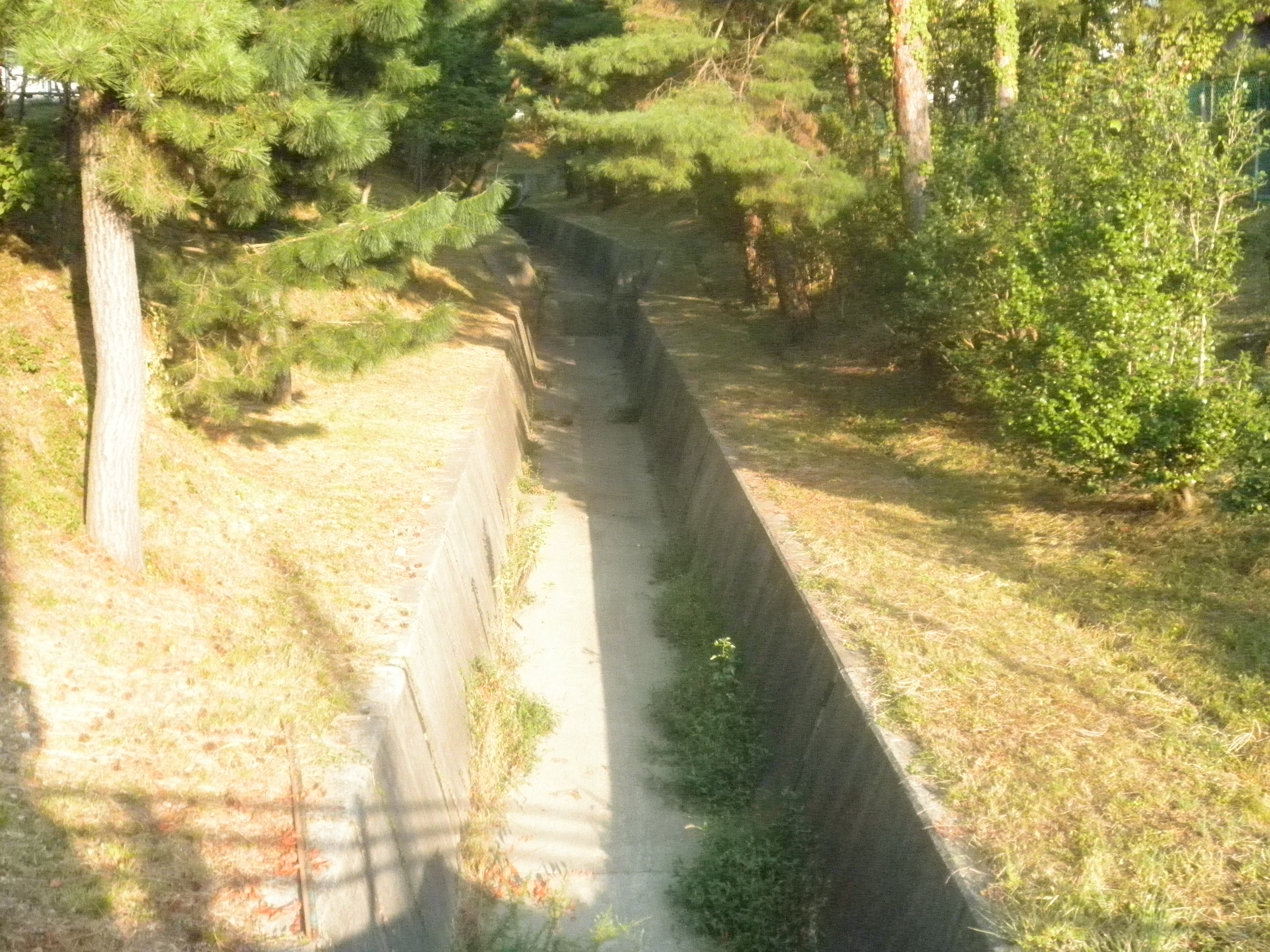
淡河川疏水
緑が丘町東4丁目で撮影

- 緑が丘地区の東側、志染川左岸の丘陵地に位置する。1丁目から4丁目まである。現在は大部分が新興住宅地であるが、東1丁目の一部は商業地である。[1]東側は神戸市西区押部谷町西盛・西側は緑が丘町中・南側は緑が丘町本町・北側は志染町青山と接する。

### 河川
- 淡河川疏水

## 街並み

### 1丁目
- 1971年3月31日までは志染町広野の一部であったが、4月1日から現在の丁目に表示された。神戸市西区押部谷町西盛に隣接しており、神戸市との玄関口である。三木警察署緑が丘交番・神戸電鉄粟生線緑が丘駅前通りの商店街・新興住宅地が立地している。[1][2][3]

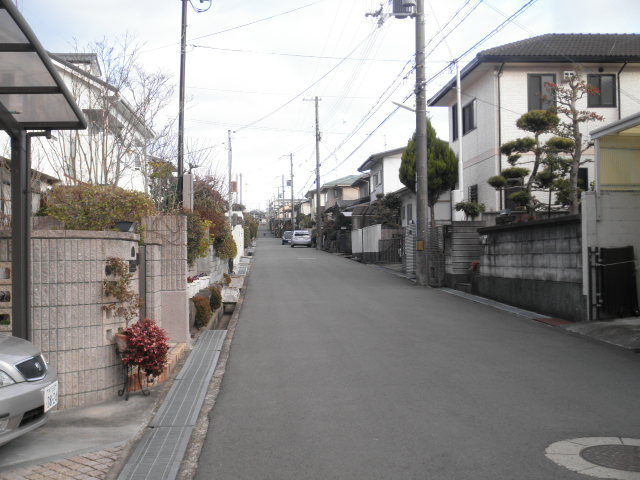
緑が丘町東1丁目

### 2丁目
- 1971年3月31日までは志染町広野の一部であったが、4月1日から現在の丁目に表示された。清心保育園・新興住宅地が立地している。[1][2][3]

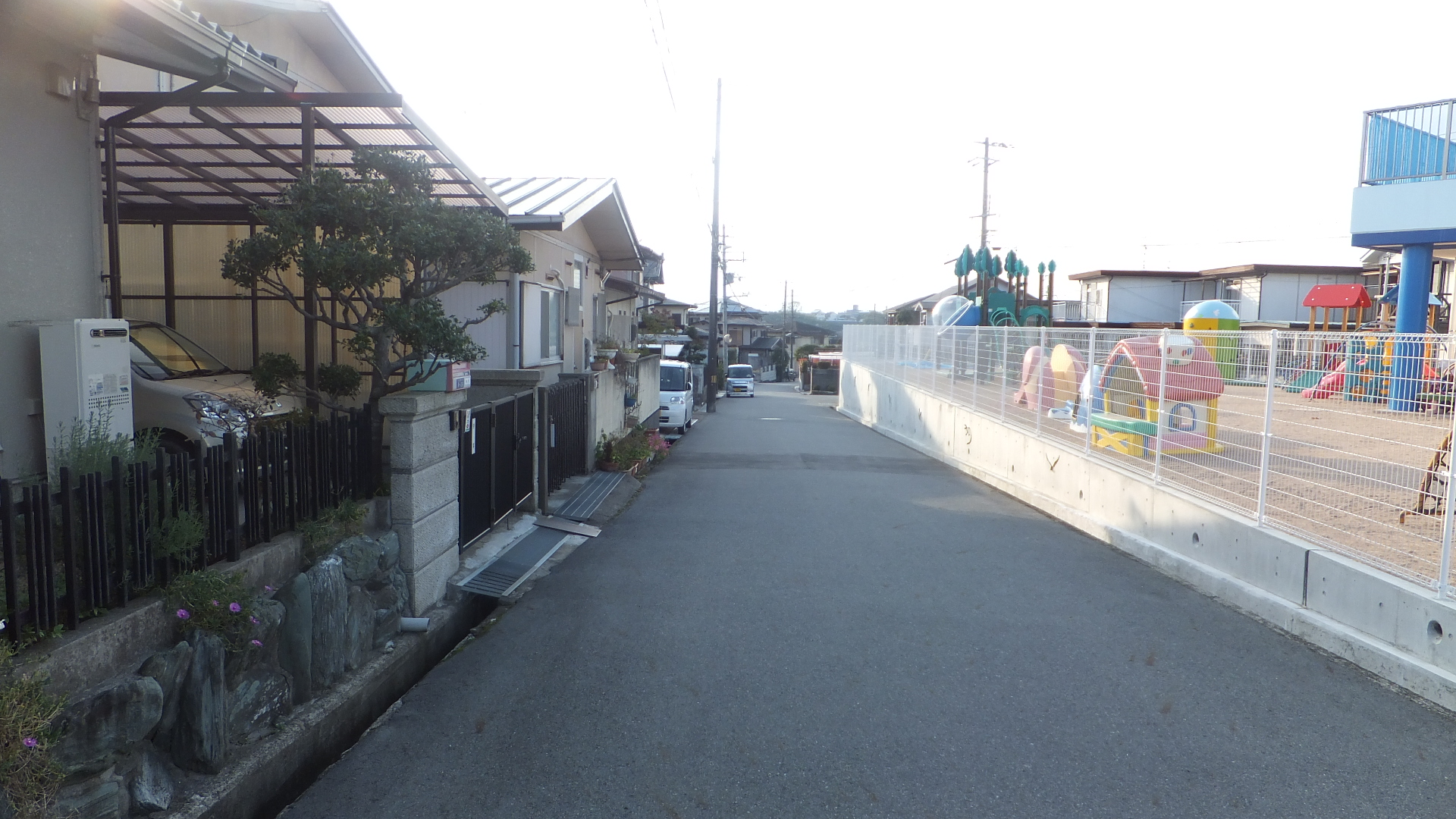
緑が丘町東2丁目

### 3丁目
- 1971年3月31日までは志染町広野の一部であったが、4月1日から現在の丁目に表示された。新興住宅地が立地している。[1][2][3]

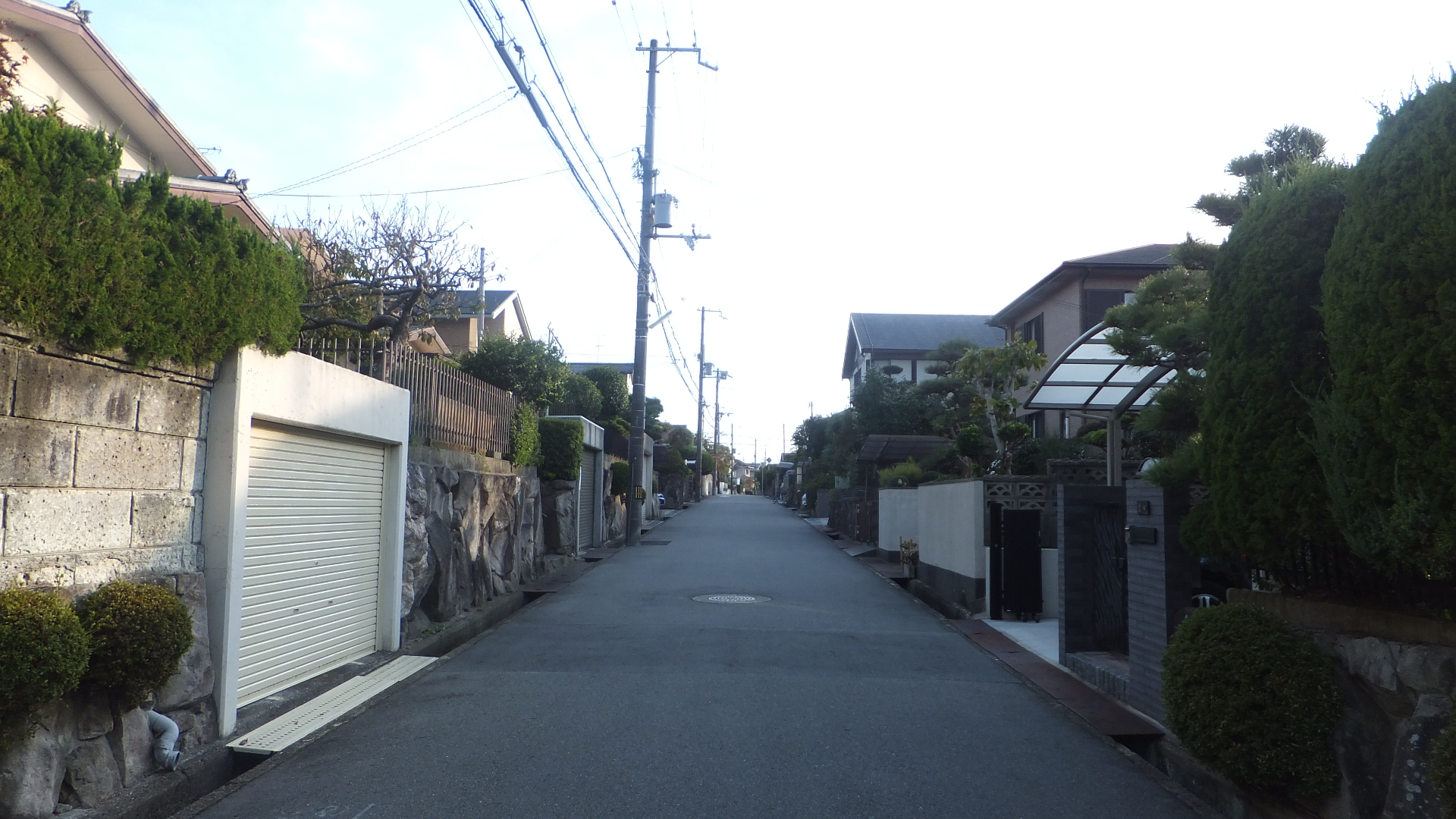
緑が丘町東3丁目

### 4丁目
- 元々は志染町広野の一部であった。地内の中では最も遅くに開発され、三木市立緑が丘中学校・三木市立緑が丘東小学校・日本アッセンブリーズ・オブ・ゴッド教団三木アガペーチャペル付属ホザナ園の教育施設・新興住宅地が立地している。[1][4][2][3]

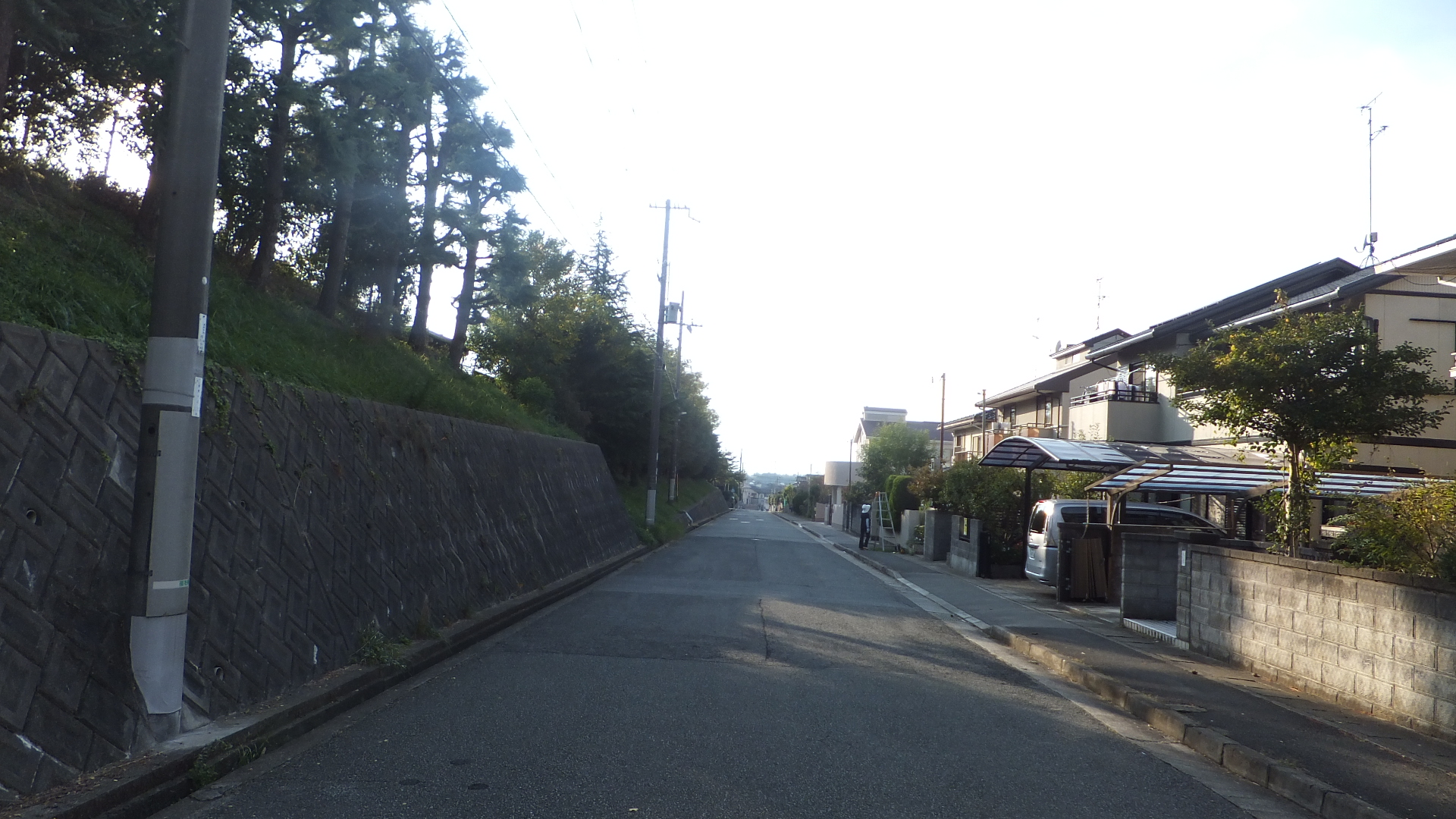
緑が丘町東4丁目

## 歴史
- 1971年（昭和46年）4月1日 - 「三木市の町及び字の名称並びに区域変更」が可決されたことにより、緑が丘町が誕生し、それに伴い東1丁目から3丁目まで住居表示される。[2][5] [6] [7]
- 1973年（昭和48年）4月1日 - 清心保育園が創立する。[8]
- 1976年（昭和51年）4月1日 - 三木市立緑が丘中学校が開校する。[9] [4][5][6][7]
- 1979年（昭和54年）2月25日 - 日本アッセンブリーズ・オブ・ゴッド教団三木アガペーチャペル付属ホザナ園が創立する。[8]
- 1980年（昭和55年）4月1日 - 三木市立緑が丘東小学校・三木市立緑が丘幼稚園が開校する。[10][11][5][6][7][4]
- 1987年（昭和62年）4月4日 - 大和ハウス松が丘ネオポリス土地区画整理事業の実施に伴う字の区域の設定、字の区域の変更及び廃止により、志染町広野甲が緑が丘町東4丁目の一部になる。[12]

### 字域の変遷
| 丁目            | 実施日       | 実施前     |
| --------------- | ------------ | ---------- |
| 緑が丘町東1丁目 | 1971年4月1日 | 志染町広野 |
| 緑が丘町東2丁目 | 1971年4月1日 | 志染町広野 |
| 緑が丘町東3丁目 | 1971年4月1日 | 志染町広野 |
| 緑が丘町東4丁目 | 1987年4月4日 | 志染町広野 |

## 施設
- 三木市立緑が丘中学校[1]
- 三木市立緑が丘東小学校
- 三木市立緑が丘東幼稚園
- 清心認定こども園[1]
- 日本アッセンブリーズ・オブ・ゴッド教団三木アガペーチャペル付属ホザナ園（旧・明石キリスト教会緑が丘伝道所附属ホザナ園）
- 三木警察署緑が丘交番[1]
- 日新信用金庫緑が丘支店
- 日本住宅流通三木緑が丘店
- JA兵庫みらい緑が丘支店

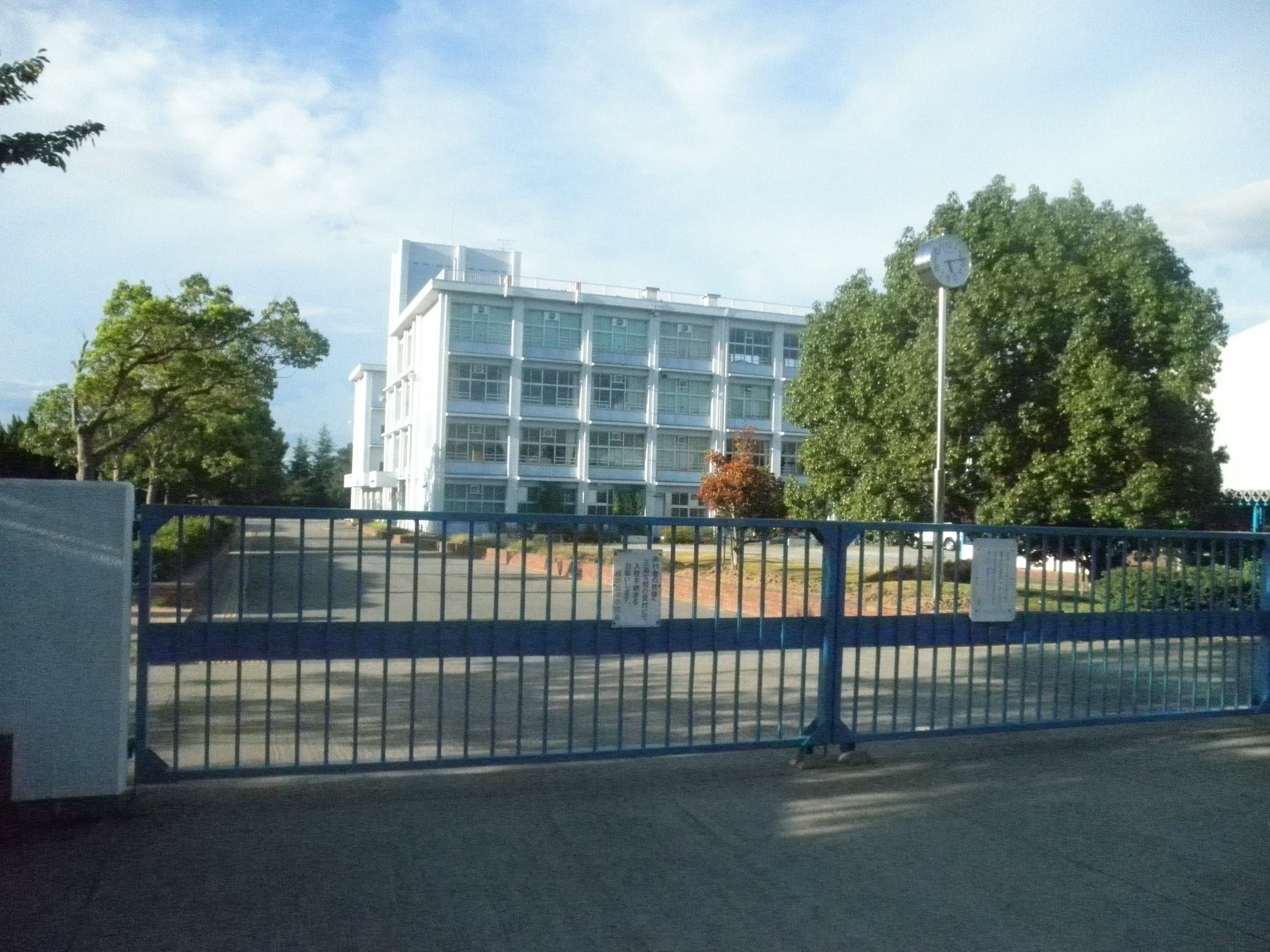
三木市立緑が丘中学校
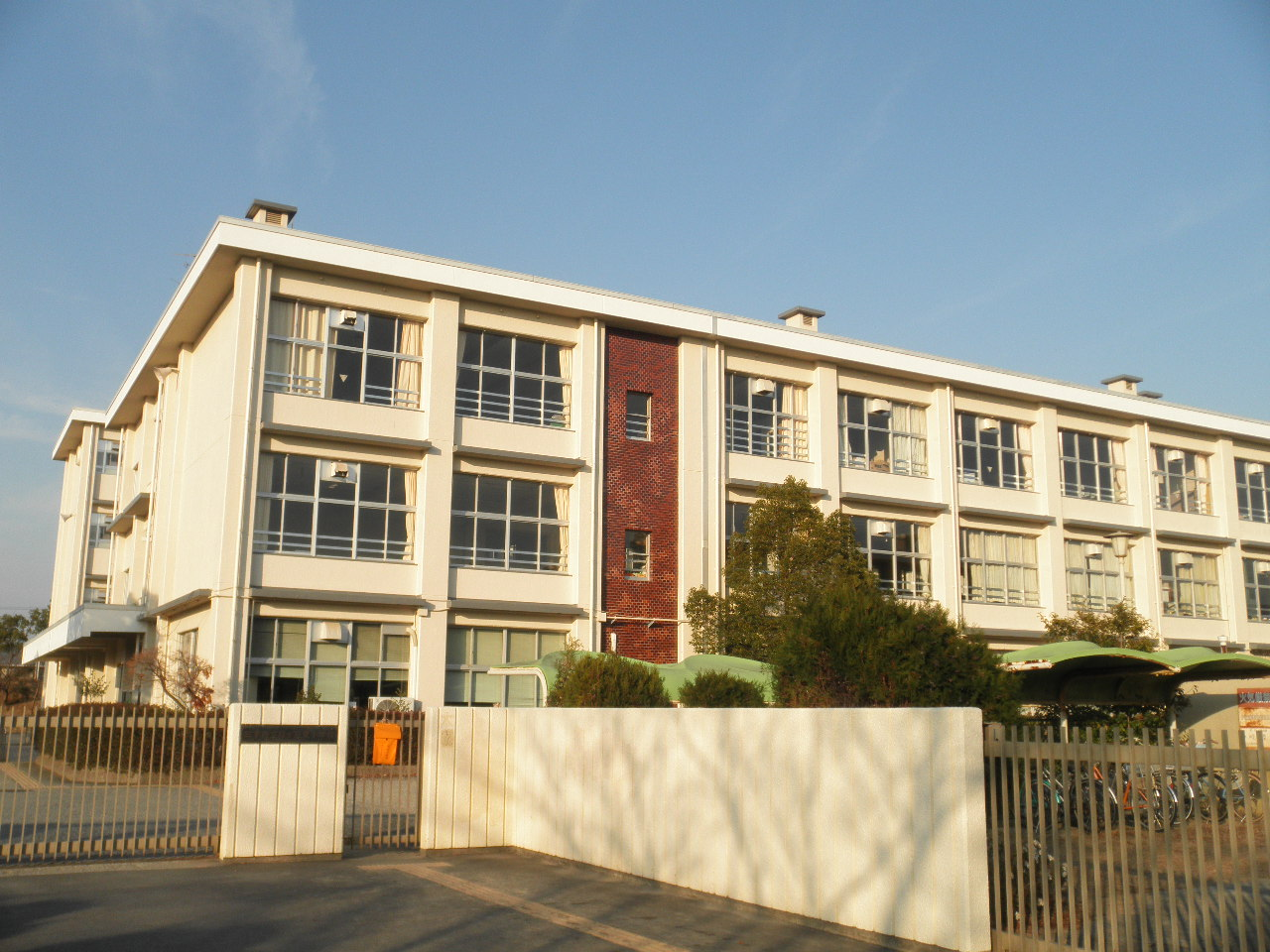
三木市立緑が丘東小学校
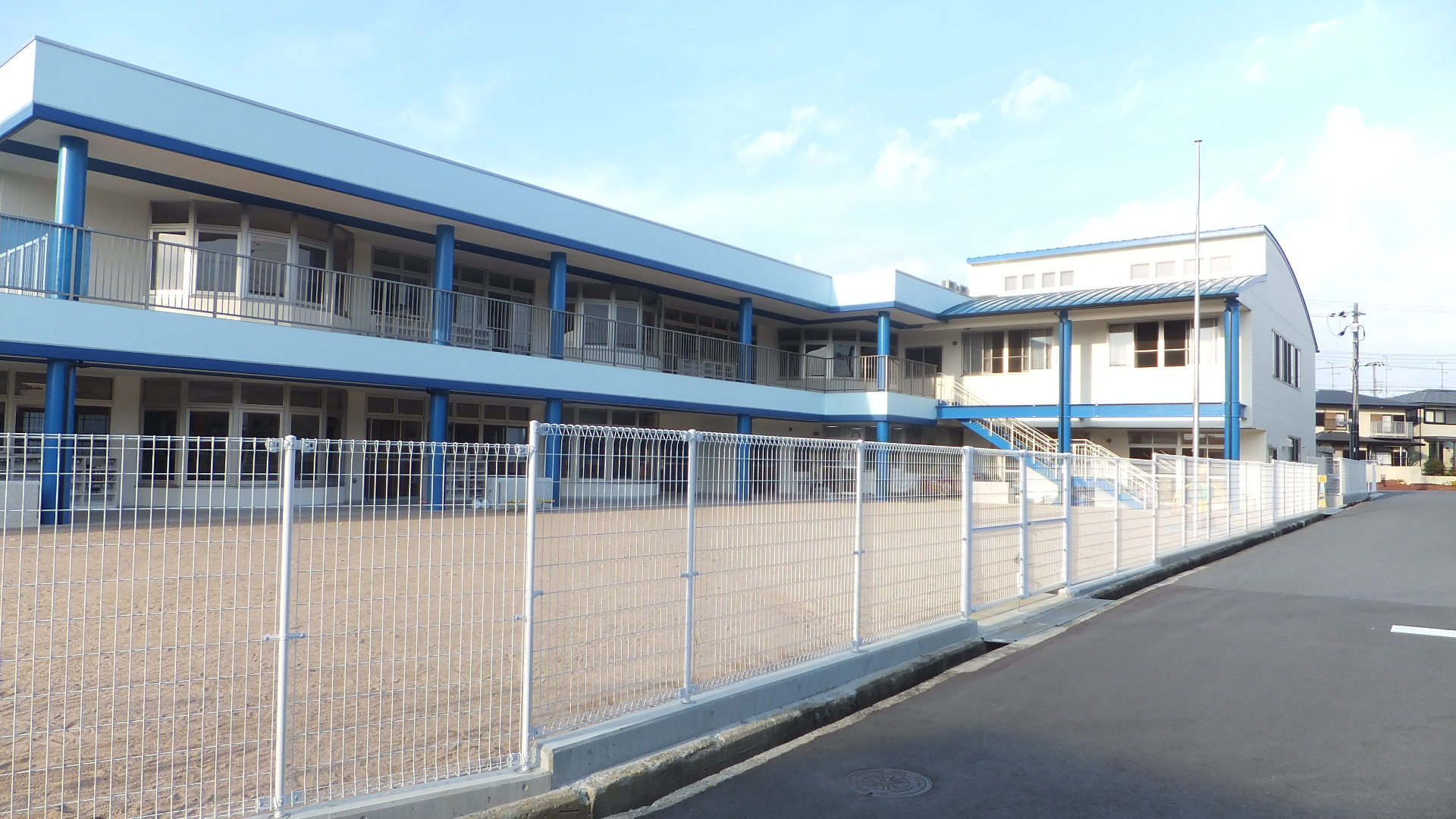
清心保育園
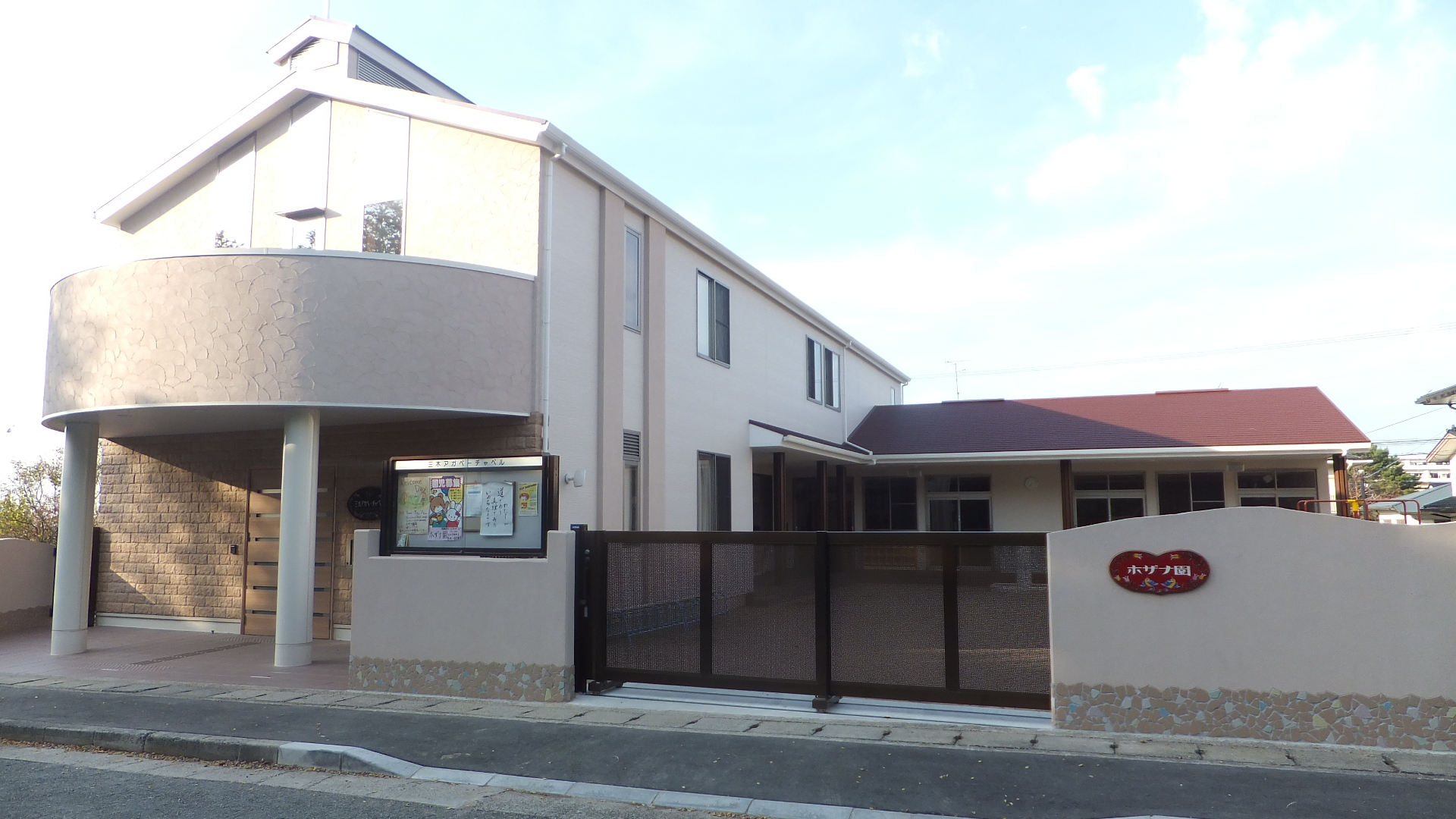
三木アガペーチャペル付属ホザナ園

### 公園
| 丁目 | 名称                           | 画像 | 面積（ha） | 計画決定      | 事業認可 |
| ---- | ------------------------------ | ---- | ---------- | ------------- | -------- |
| 1    | 緑が丘第1公園 （うめ公園）     |      | 0.24       | 1975年9月18日 | なし     |
| 2    | 緑が丘第2公園                  |      | 0.24       | 1975年9月18日 | なし     |
| 4    | 緑が丘第8公園 （さざんか公園） |      | 0.34       | 1978年7月25日 | なし     |
| 4    | 緑が丘第9公園 （もみじ公園）   |      | 0.31       | 1978年7月25日 | なし     |

## 小・中学校の学区
| 大字       | 番地          | 小学校                 | 中学校               |
| ---------- | ------------- | ---------------------- | -------------------- |
| 緑が丘町東 | 1丁目         | 三木市立緑が丘小学校   | 三木市立緑が丘中学校 |
| 緑が丘町東 | 2丁目 - 4丁目 | 三木市立緑が丘東小学校 | 三木市立緑が丘中学校 |

## 交通

### 鉄道
神戸電鉄粟生線が通過している。

### バス
- 神姫バス
  - 恵比須快速線
- みっきぃバス

### 書籍
- 角川書店 編『角川日本地名大辞典 兵庫県』（初版第1刷）、1988年9月。ISBN 978-4040012803。
- 平凡社 編『兵庫県の地名2』（初版第1刷）下中直人、1989年10月20日。ISBN 4-582-49061-1。
- 元存社 編『青山 10年の歩み』（初版第1刷）青山地区自治会連合会、1997年4月30日。
- 『「広報みき」縮刷版2』（初版第1刷）三木市総務課、1978年3月30日。

### パンフレット
- 『三木市防災情報マップ 緑が丘・青山地区』（初版第1刷）三木市、2013年。